# Galerucella bataviensis
Galerucella bataviensis es una especie de insecto coleóptero de la familia Chrysomelidae.
Fue descrita científicamente en 1788 por Hornstedt.